# Miguel Alcantú y Palacios
Miguel Alcantú y Palacios (Madrid, hacia 1823-¿?) fue un médico y político español.

## Biografía
Nació en Madrid en torno al año 1823, en el seno de una familia pobre, y estudió medicina. En 1848, marchó a ejercer su profesión a la localidad pacense de Alburquerque, y, según reseña Ballesteros Robles, «fué muy apreciado en la provincia y pueblos inmediatos, donde con mucha frecuencia era llamado para consultas de gravedad». En 1854 fue comandante del batallón de la Milicia Nacional y en 1868, presidente de la junta revolucionaria de Alburquerque. Fue, asimismo, diputado provincial de la provincia de Badajoz y diputado constituyente, elegido en las elecciones de 1869 por aquella misma provincia, habiéndose presentado con el Partido Republicano.